# Saint-Ex
Saint-Ex es una película biográfica, estrenada el 17 de noviembre de 1996, acerca del escritor, aviador y aventurero francés Antoine de Saint-Exupéry y su esposa escritora artista y escultora Consuelo Suncin, filmada y distribuida en el Reino Unido y protagonizada por Bruno Ganz, Eleanor Bron y Miranda Richardson. Con un guion de Frank Cottrell Boyce y dirección de Anand Tucker, la película combina elementos de biografía, documental y recreación dramática.

## Argumento
Para consternación de su aristocrática familia francesa, el joven Antoine se convierte en piloto de correo. Se casa con Consuelo, una hermosa salvadoreña, y establecen su residencia en Casablanca. Incapaz de adaptarse a la vida del aviador, Consuelo pronto escapa a París. Antoine la persigue y se reconcilian, pero él se opone a dejar de volar. Casi muere cuando su avión se estrella, durante un intento por romper el récord aéreo París-Saigón. Antoine escribe El principito, pero nuevamente vuelve a volar para la resistencia durante la ocupación nazi. Su avión desaparece misteriosamente durante una misión de reconocimiento.

## Reparto
- Bruno Ganz - Antoine de Saint-Exupéry
- Miranda Richardson - Consuelo Suncín (Consuelo de Saint-Exupéry)
- Janet McTeer - Genevieve de Ville-Franche
- Ken Stott - Prevot
- Katrin Cartlidge - Gabrielle de Saint-Exupéry
- Brid Brennan - Simone de Saint-Exupéry
- Eleanor Bron - Marie de Saint-Exupéry
- Karl Johnson - Didier Daurat
- Daniel Craig - Guillaumet
- Dominic Rowan - Secretario Aeropostal
- Anna Calder-Marshall - Moisy
- Joe Cottrell Boyce - Joven Antoine
- Aidan Cottrell Boyce - Francois
- Nicholas Hewetson - French Pilot
- Alex Kingston - Chic Party Guest